# Episodi di Pocket Monsters Advanced Generation
La serie Pocket Monsters Advanced Generation (ポケットモンスター アドバンスジェネレーション?) è la seconda serie dei Pokémon in Giappone e coincide con le serie che vanno dalla sesta alla nona secondo la numerazione occidentale. Il primo episodio di questa serie venne trasmesso il 21 novembre 2002.
Il viaggio di Ash si sposta ora a Hoenn, la regione basata suoi giochi Pokémon Rubino e Zaffiro per Game Boy Advance. E proprio da questi due giochi prende spunto il personaggio della nuova compagna di viaggio di Ash, Vera, che accompagnata dal suo fratellino Max e dall'immancabile Brock, si unisce ad Ash in un viaggio che li porterà a scoprire Hoenn, i nuovi Pokémon che vi abitano e il Parco Lotta di Kanto.

## Pokémon Advanced
La sesta serie dei Pokémon secondo la numerazione occidentale. Sebbene ci siano alcune discordanze, in Italia questa serie è stata trasmessa dall'episodio 263 all'episodio 314. Nella serie Pokémon Advanced, Ash compete nella Conferenza Argento, la Lega di Johto, ma perde, posizionandosi comunque bene in classifica. Al termine del torneo, i compagni di viaggio di Ash da sempre, Misty e Brock, sono costretti a sciogliere il gruppo. Determinato a diventare un Maestro di Pokémon, Ash decide di partire per un nuovo viaggio verso Hoenn, dove vivono decine di nuovi Pokémon da scoprire. Qui incontra Vera, aspirante Coordinatrice di Pokémon (allenatore specializzato nelle Gare Pokémon), suo fratello minore Max, e il suo vecchio amico Brock. Ha inizio così il loro viaggio verso la Lega di Hoenn. L'assenza del personaggio di Misty è spesso considerata uno dei motivi che ha causato un crescente disinteresse da parte dei telespettatori nei confronti dell'anime.
| Nº                                 | Titolo italiano Giapponese 「Kanji」 - Rōmaji | In onda           | In onda                   |
| Nº                                 | Titolo italiano Giapponese 「Kanji」 - Rōmaji | Giapponese        | Italiano                  |
| Pokémon: Master Quest (65 episodi) | |                   |                           |
| 263                                | L'Altra Dimensione 「ふしぎのくにのアンノーン！」 - Address Unown! | 29 agosto 2002    | 19-20 febbraio 2004       |
| 263                                | Prima apparizione di Unown e di Tyranitar. |                   |                           |
| 264                                | Ritorno a Casa 「バンギラスとヨーギラス！」 - Mother Of All Battles! | 5 settembre 2002  | 23-24 febbraio 2004       |
| 264                                | Ash consegna Larvitar al Ranger Mason. |                   |                           |
| 265                                | La Fiaccola 「ニューラとせいなるほのお！」 - Pop Goes The Sneasel! | 12 settembre 2002 | 25-26 febbraio 2004       |
| 265                                | Ash incontra Harrison. Prima apparizione di Sneasel e di Blaziken, quest'ultimo Pokémon della terza generazione. |                   |                           |
| 266                                | Le Prime Gare 「シロガネリーグかいまく！シゲルふたたび！」 - A Claim to Flame! | 19 settembre 2002 | 27 febbraio-1º marzo 2004 |
| 266                                | Ash supera la fase preliminare della Lega Pokémon di Johto sconfiggendo prima Salvador e il suo Furret, poi altri due allenatori. |                   |                           |
| 267                                | Le Semifinali 「よせんリーグ！マグマラシほのおのバトル!!」 - Love, Pokémon Style! | 26 settembre 2002 | 2-3 marzo 2004            |
| 267                                | Lo Squirtle di Ash torna dal suo allenatore. Ash conquista la prima vittoria del proprio girone sconfiggendo Macy. |                   |                           |
| 268                                | Una sfida d'orgoglio 「メガニウムVSフシギダネ！くさタイプのいじ！」 - Tie One On! | 3 ottobre 2002    | 4-5 marzo 2004            |
| 268                                | Macy batte Jackson. Ash ottiene un pareggio con Jackson e arriva primo nel girone, accedendo al primo round delle finali. |                   |                           |
| 269                                | Il torneo della vittoria (prima parte) 「けっしょうリーグ！フルバトル６VS６!!」 - The Ties That Bind | 10 ottobre 2002   | 8-9 marzo 2004            |
| 269                                | Il Charizard di Ash torna di nuovo dal suo allenatore. Ash e Gary iniziano il loro incontro. |                   |                           |
| 270                                | Il torneo della vittoria (seconda parte) 「ライバルたいけつ！カメックスVSリザードン!!」 - Can't Beat the Heat! | 17 ottobre 2002   | 10-11 marzo 2004          |
| 270                                | Ash accede ai quarti di finale sconfiggendo Gary. Ash affronta Harrison. |                   |                           |
| 271                                | Il torneo della vittoria (terza parte) 「バシャーモふたたび！ハヅキとのたたかい!!」 - Playing with Fire | 24 ottobre 2002   | 12-15 marzo 2004          |
| 271                                | Ash e Harrison continuano il loro incontro. |                   |                           |
| 272                                | Il torneo della vittoria (quarta parte) 「フルバトルのはてに！それぞれのみち!!」 - Johto Photo Finish | 31 ottobre 2002   | 16-17 marzo 2004          |
| 272                                | Ash perde contro Harrison e viene eliminato. Harrison perde poi in semifinale da Jon Dickson, che vincerà la Lega di Johto. Squirtle e Charizard ritornano rispettivamente dall'Agente Jenny e nella Valle dei Draghi. Ash, Misty, Brock e Gary ritornano a Pallet. |                   |                           |
| 273                                | Addii e partenze 「サヨナラ…そして、たびだち！」 - Gotta Catch Ya Later! | 7 novembre 2002   | 18-19 marzo 2004          |
| 273                                | Seconda apparizione del Pokémon leggendario Ho-Oh. Brock e Misty ritornano alle loro rispettive palestre. Ash lascia i suoi Pokémon (eccetto Pikachu) al Professor Oak e parte per Hoenn.                                                                           |                   |                           |
| 274                                | Una nuova meta 「ピカチュウとのわかれ...！」 - Hoenn Alone...! | 14 novembre 2002  | 22-23 marzo 2004          |
| 274                                | Ash raggiunge Hoenn. Prima apparizione di Wingull, Pelipper, Sharpedo e Wailmer, tutti Pokémon della terza generazione. |                   |                           |
| Pokémon Advanced (40 episodi)      | |                   |                           |
| 275                                | Una nuova compagna di viaggio 「新たなる大地！新たなる冒険!!」 - Get the Show on the Road | 21 novembre 2002  | 24-25 marzo 2004          |
| 275                                | Ash incontra Vera che ottiene dal Professor Birch lo starter Torchic. Prima apparizione di Duskull, Beautifly, Poochyena, Mudkip e Treecko. |                   |                           |
| 276                                | Le antiche rovine 「古代ポケモンと謎の軍団！」 - A Ruin with a View | 28 novembre 2002  | 26-29 marzo 2004          |
| 276                                | Prima apparizione del Team Magma. |                   |                           |
| 277                                | Il fratellino 「トウカジムVSヤルキモノ」 - There's no Place Like Hoenn | 5 dicembre 2002   | 30-31 marzo 2004          |
| 277                                | Ash giunge a Petalipoli e incontra Norman e Max. |                   |                           |
| 278                                | Lo stormo 「スバメがいっぱい 危険がいっぱい！トウカの森でゲットだぜ!!」 - You Can Never Taillow | 12 dicembre 2002  | 1º-2 aprile 2004          |
| 278                                | Brock torna a far parte del gruppo. Ash cattura Taillow. |                   |                           |
| 279                                | I Pokémon della foresta 「ジグザグマと短パン小僧！ハルカはじめてのバトル!!」 - In the Knicker of Time! | 19 dicembre 2002  | 5-6 aprile 2004           |
| 279                                | Prima apparizione di Zigzagoon. |                   |                           |
| 280                                | Il bracconiere 「ロケット団！みだれひっかきでサヨウナラ!!」 - A Poached Ego! | 26 dicembre 2002  | 7-8 aprile 2004           |
| 280                                | Jessie e James liberano Arbok e Weezing. James cattura Cacnea. |                   |                           |
| 281                                | I Pokémon degli alberi 「キモリの森！巨大樹を守れ!!」 - Tree's a Crowd | 9 gennaio 2003    | 9-19 aprile 2004          |
| 281                                | Ash cattura Treecko. |                   |                           |
| 282                                | Chi la dura la vince 「ハブネークVSキモリ！必殺のはたく攻撃!!」 - A Tail with a Twist | 16 gennaio 2003   | 20-21 aprile 2004         |
| 282                                | Jessie cattura Seviper. |                   |                           |
| 283                                | La casa stregata 「怪奇！キノココ屋敷の謎!」 - Taming of the Shroomish | 23 gennaio 2003   | 22-23 aprile 2004         |
| 283                                | Prima apparizione di Shroomish. |                   |                           |
| 284                                | Il Pokémon più forte del mondo 「史上最強のペリッパー現る!!」 - You Said a Mouthful! | 30 gennaio 2003   | 26-27 aprile 2004         |
| 285                                | Un'esperienza memorabile 「グラエナとポチエナ！進化の神秘!!」 - A Bite to Remember | 6 febbraio 2003   | 28-29 aprile 2004         |
| 285                                | Prima apparizione di Mightyena. |                   |                           |
| 286                                | Tutti Frutti 「ハスボーとフラワーショップの三姉妹！」 - The Lotad Lowdown | 13 febbraio 2003  | 30 aprile-3 maggio 2004   |
| 286                                | Brock cattura Lotad. |                   |                           |
| 287                                | Forza e bellezza 「ポケモンコンテスト！アゲハントの華麗なバトル!!」 - All Things Bright and Beautifly! | 20 febbraio 2003  | 4-5 maggio 2004           |
| 287                                | Prima apparizione di beautifly. |                   |                           |
| 288                                | La prima cattura di Vera 「ダブルバトルとダブルでケムッソ!?」 - All in a Day's Wurmple | 27 febbraio 2003  | 6-7 maggio 2004           |
| 288                                | Jessie e Vera catturano Wurmple. |                   |                           |
| 289                                | Tutti a scuola 「勉強します！ポケモントレーナーズスクール!!」 - Gonna Rule The School! | 6 marzo 2003      | 10-11 maggio 2004         |
| 289                                | Ash incontra Petra. |                   |                           |
| 290                                | La prima Palestra 「カナズミジム！ノズパスの秘密兵器!!」 - The Winner by a Nosepass! | 13 marzo 2003     | 12-13 maggio 2004         |
| 290                                | Ash sconfigge la capopalestra Petra. |                   |                           |
| 291                                | Una grande azienda 「デボンコーポレーション！アクア団の影!!」 - Stairway to Devon | 20 marzo 2003     | 14-17 maggio 2004         |
| 291                                | Prima apparizione del Team Idro. |                   |                           |
| 292                                | Il lupo di mare 「ハギ老人とキャモメのピーコちゃん！」 - On a Wingull and a Prayer! | 27 marzo 2003     | 18-19 maggio 2004         |
| 292                                | Prima apparizione di Marino. |                   |                           |
| 293                                | Attacco marino 「脱出！サメハダーの島!!」 - Sharpedo Attack! | 3 aprile 2003     | 20-21 maggio 2004         |
| 293                                | Ash e i suoi amici giungono a Bluruvia. |                   |                           |
| 294                                | Sull'onda dell'entusiasmo 「ムロジム！波乗りジムリーダー・トウキ登場！」 - Brave the Wave | 10 aprile 2003    | 24-25 maggio 2004         |
| 294                                | Ash tenta invano di sconfiggere il capopalestra Rudi. |                   |                           |
| 295                                | Lo scambio 「ケムッソVSケムッソ！どっちがどっち!?」 - Which Wurmple's Which? | 17 aprile 2003    | 26-27 maggio 2004         |
| 295                                | Prima apparizione di Corphish. |                   |                           |
| 296                                | La grotta 「ダイゴ、ココドラ、ボスゴドラ！」 - A Hole Lotta Trouble | 24 aprile 2003    | 28-31 maggio 2004         |
| 296                                | Prima apparizione di Rocco Petri. |                   |                           |
| 297                                | Qualcosa sotto la sabbia 「海辺の暴れ者、ヘイガニ登場！」 - Gone Corphishin' | 1º maggio 2003    | 1º-3 giugno 2004          |
| 297                                | Ash cattura Corphish. |                   |                           |
| 298                                | Un Pokémon maldestro 「走れサトシ！キバニアの川を越え！」 - A Corphish Out of Water | 8 maggio 2003     | 4-7 giugno 2004           |
| 298                                | Il Wurmple di Vera si evolve in Silcoon, quello di Jessie si evolve in Cascoon. |                   |                           |
| 299                                | L'uomo della palude 「秘密の池！ミズゴロウがいっぱい!?」 - A Mudkip Mission | 15 maggio 2003    | 8-9 giugno 2004           |
| 299                                | Brock cattura Mudkip. |                   |                           |
| 300                                | Avventure nel bosco 「コノハナ族の襲撃!!」 - Turning Over a Nuzleaf | 22 maggio 2003    | 10-11 giugno 2004         |
| 300                                | Prima apparizione di Nuzleaf. |                   |                           |
| 301                                | La grotta dei tempi 「マグマ団VSアクア団！ひみつきちの戦い！」 - A Three Team Scheme | 29 maggio 2003    | 14-15 giugno 2004         |
| 301                                | Prima apparizione di Nincada. |                   |                           |
| 302                                | Vedere per credere 「アゲハントとドクケイル！進化の果てに！」 - Seeing is Believing | 5 giugno 2003     | 16-17 giugno 2004         |
| 302                                | Il Silcoon di Vera si evolve in Beautifly, il Cascoon di Jessie si evolve in Dustox. |                   |                           |
| 303                                | Sorprese in miniera 「ヤミラミでドッキリ！」 - Ready, Willing, and Sableye | 12 giugno 2003    | 18-21 giugno 2004         |
| 303                                | Prima apparizione di Sableye. |                   |                           |
| 304                                | L'uragano 「バトルガールとアサナン！嵐の中で！」 - A Meditite Fight | 19 giugno 2003    | 22-23 giugno 2004         |
| 304                                | Prima apparizione di Meditite. |                   |                           |
| 305                                | Attenti al geyser! 「ムロジム再戦！波乗りバトルフィールド！」 - Just One of the Geysers | 26 giugno 2003    | 24-25 giugno 2004         |
| 305                                | Ash sconfigge Rudi. |                   |                           |
| 306                                | Il relitto 「すてられ船！しのびよる影!!」 - Abandon Ship! | 3 luglio 2003     | 13 luglio 2004            |
| 306                                | Prima apparizione di Marshtomp e di Swampert. |                   |                           |
| 307                                | Fuochi d'artificio 「ハルカにライバル！特訓ポケモンコンテスト!!」 - Now That's Flower Power! | 10 luglio 2003    | 15 luglio 2004            |
| 307                                | Prima apparizione di Drew. |                   |                           |
| 308                                | Evoluzione a sorpresa 「はじめてのポケモンで大パニック!!」 - Having a Wailord of a Time | 17 luglio 2003    | 19 luglio 2004            |
| 308                                | Prima apparizione di Combusken e di Wailord. |                   |                           |
| 309                                | Chi vince, chi perde 「ハルカ！ポケモンコンテスト初挑戦!!」 - Win, Lose or Drew! | 24 luglio 2003    | 21 luglio 2004            |
| 309                                | Prima apparizione di Milotic. |                   |                           |
| 310                                | Guai al museo 「海の博物館を守れ！マグマ団の襲撃!!」 - The Spheal of Approval | 31 luglio 2003    | 23 luglio 2004            |
| 310                                | Prima apparizione di Spheal e di Sealeo. |                   |                           |
| 311                                | Un caso di emergenza 「美女と野獣!?ダーテングとジョーイさん！」 - Jump for Joy | 7 agosto 2003     | 26 luglio 2004            |
| 311                                | Prima apparizione di Shiftry. |                   |                           |
| 312                                | Un faro nella nebbia 「プラスルとマイナン！山の灯台!!」 - A Different Kind of Misty! | 14 agosto 2003    | 28 luglio 2004            |
| 312                                | Prima apparizione di Plusle e di Minun. |                   |                           |
| 313                                | Una gara pazzesca 「歌う！ポケモンからくり屋敷!!」 - A Pokéblock Party! | 21 agosto 2003    | 30 luglio 2004            |
| 313                                | Unica apparizione di Jigglypuff nella regione di Hoenn. Prima apparizione di Whismur. |                   |                           |
| 314                                | Incontro scioccante 「キンセツジム！テッセンの電撃バトル!!」 - Watt's with Wattson? | 28 agosto 2003    | 2 agosto 2004             |
| 314                                | Ash sconfigge il capopalestra Walter. |                   |                           |

## Pokémon: Advanced Challenge
La settima serie dei Pokémon secondo la numerazione occidentale. Questa serie è stata trasmessa dall'episodio 315 all'episodio 366. Nella seconda parte del viaggio a Hoenn, Ash continua a conquistare Medaglie per poter entrare a far parte al torneo della Lega di Hoenn.
Questa stagione vede un profondo cambiamento, infatti Giuseppe Calvetti, che doppiava Meowth del Team Rocket, viene sostituito da Pietro Ubaldi.
| Nº                                       | Titolo italiano Giapponese 「Kanji」 - Rōmaji                                                             | In onda           | In onda                  |
| Nº                                       | Titolo italiano Giapponese 「Kanji」 - Rōmaji                                                             | Giapponese        | Italiano                 |
| Pokémon: Advanced Challenge (52 episodi) | |                   |                          |
| 315                                      | I semini della discordia 「キモリの新技!!スイカ畑のタネマシンガン！」 - What You Seed is What You Get     | 4 settembre 2003  | 7-8 marzo 2005           |
| 315                                      | Prima apparizione di Grovyle.                                                                             |                   |                          |
| 316                                      | Romeo, Giulietta e i Pokémon 「バルビートとイルミーゼ！愛のダンス！」 - Love at First Flight              | 11 settembre 2003 | 9-10 marzo 2005          |
| 316                                      | Prima apparizione di Volbeat e di Illumise.                                                               |                   |                          |
| 317                                      | Voglia di volare 「飛べ、タツベイ！明日にむかって!!」 - Let Bagons be Bagons                              | 18 settembre 2003 | 11-14 marzo 2005         |
| 317                                      | Prima apparizione di Bagon e di Shelgon.                                                                  |                   |                          |
| 318                                      | Uno strano regno 「カスミ登場！トゲピーとまぼろしの王国!!」 - The Princess and the Togepi                 | 25 settembre 2003 | 15-16 marzo 2005         |
| 318                                      | Misty torna a far parte del gruppo. Prima apparizione di Shedinja.                                        |                   |                          |
| 319                                      | Due mondi in bilico 「蜃気楼の彼方に！トゲピーの楽園！」 - A Togepi Mirage!                               | 2 ottobre 2003    | 18-21 marzo 2005         |
| 319                                      | Il Togepi di Misty si evolve in Togetic. Misty libera il Pokémon e si separa dal gruppo.                  |                   |                          |
| 320                                      | La famiglia Vinci 「かちぬきファミリー！４VS４!!」 - Candid Camerupt!                                     | 9 ottobre 2003    | 22-23 marzo 2005         |
| 320                                      | Prima apparizione di Camerupt.                                                                            |                   |                          |
| 321                                      | Aromaterapia 「エネコとアロマテラピー！」 - I Feel Skitty!                                                | 16 ottobre 2003   | 24-25 marzo 2005         |
| 321                                      | Vera cattura Skitty.                                                                                      |                   |                          |
| 322                                      | Nemici naturali 「ザングースVSハブネーク！ライバル対決!!」 - Zig Zag Zangoose!                            | 23 ottobre 2003   | 29-30 marzo 2005         |
| 322                                      | Prima apparizione di Zangoose.                                                                            |                   |                          |
| 323                                      | Max Uno e Max Due! 「マサトとマサト！アメタマを守れ！」 - Maxxed Out!                                     | 30 ottobre 2003   | 31 marzo-1º aprile 2005  |
| 323                                      | Prima apparizione di Surskit.                                                                             |                   |                          |
| 324                                      | Allenatori e truffatori 「ポケモンコンテスト・ハジツゲ大会!!」 - Pros and Con Artists!                    | 6 novembre 2003   | 4-5 aprile 2005          |
| 324                                      | Prima apparizione di Medicham.                                                                            |                   |                          |
| 325                                      | La miglior difesa è l'attacco 「VSチャーレム！コンテストバトル!!」 - Come What May!                       | 13 novembre 2003  | 6-7 aprile 2005          |
| 325                                      | Vera ottiene il suo primo fiocco.                                                                         |                   |                          |
| 326                                      | Altro che tifo! 「プラスルとマイナン！応援の道!?」 - Cheer Pressure!                                      | 20 novembre 2003  | 8-11 aprile 2005         |
| 327                                      | Attacco assistente, attacco vincente! 「エネコとねこのて！ドンメルの牧場！」 - Game Winning Assist!       | 27 novembre 2003  | 12-13 aprile 2005        |
| 327                                      | Prima apparizione di Numel.                                                                               |                   |                          |
| 328                                      | Combattete per il meteorite! 「マグマ団VSアクア団、再び！えんとつ山の戦い!!」 - Fight for the Meteorite!  | 4 dicembre 2003   | 14-15 aprile 2005        |
| 328                                      | Prima apparizione di Walrein.                                                                             |                   |                          |
| 329                                      | Una Capopalestra inesperta 「新人ジムリーダー・アスナ！穴だらけのバトルフィールド!?」 - Poetry Commotion! | 11 dicembre 2003  | 18-19 aprile 2005        |
| 329                                      | Ash incontra Fiammetta.                                                                                   |                   |                          |
| 330                                      | La prima esperienza 「ヒートバッジ！燃えるバトルでゲットだぜ!!」 - Going, Going, Yawn!                    | 18 dicembre 2003  | 20-21 aprile 2005        |
| 330                                      | Ash sconfigge la capopalestra Fiammetta.                                                                  |                   |                          |
| 331                                      | Pokémon portafortuna 「パッチールがいっぱい！幸せさがして山の彼方に!?」 - Going for a Spinda!             | 25 dicembre 2003  | 22-26 aprile 2005        |
| 331                                      | Prima apparizione di Spinda.                                                                              |                   |                          |
| 332                                      | Non entrate in quella valle! 「ハガネの谷を突破せよ！コータスVSハガネール!!」 - All Torkoal, No Play!     | 8 gennaio 2004    | 27-28 aprile 2005        |
| 332                                      | Ash cattura Torkoal.                                                                                      |                   |                          |
| 333                                      | Incontri tra amici 「キンセツジムふたたび！VSライボルト!!」 - Manectric Charge!                           | 15 gennaio 2004   | 29 aprile-2 maggio 2005  |
| 333                                      | Prima apparizione di Manectric.                                                                           |                   |                          |
| 334                                      | Evoluzione! 「エネコとエネコロロ！伝説のコーディネーター登場!!」 - Delcatty Got Your Tongue               | 22 gennaio 2004   | 3-4 maggio 2005          |
| 334                                      | Prima apparizione di Delcatty.                                                                            |                   |                          |
| 335                                      | Il coordinatore mascherato 「仮面のコーディネーター・ファントム登場!!」 - Disaster of Disguise!           | 29 gennaio 2004   | 5-6 maggio 2005          |
| 335                                      | Prima apparizione di Dusclops.                                                                            |                   |                          |
| 336                                      | Giù la maschera! 「シダケタウン！ポケモンコンテスト!!」 - Disguise Da Limit                               | 5 febbraio 2004   | 9-10 maggio 2005         |
| 336                                      | Vera ottiene il suo secondo fiocco.                                                                       |                   |                          |
| 337                                      | O Solrock mio! 「ソルロックとハスブレロ！聖なる森の伝説！」 - Take the Lombre Home!                       | 12 febbraio 2004  | 11-12 maggio 2005        |
| 337                                      | Il Lotad di Brock si evolve in Lombre.                                                                    |                   |                          |
| 338                                      | Un Pokémon quasi volante 「チルットの空！ハルカの心!!」 - True Blue Swablu                                | 19 febbraio 2004  | 13-16 maggio 2005        |
| 338                                      | Prima apparizione di Swablu e di Altaria.                                                                 |                   |                          |
| 339                                      | Piccoli invasori 「ゴクリン撃退大作戦!!」 - Gulpin it Down!                                               | 26 febbraio 2004  | 17-18 maggio 2005        |
| 339                                      | Prima apparizione di Gulpin.                                                                              |                   |                          |
| 340                                      | Pokémon scatenato 「一触即発！バクオングVSジュプトル!!」 - Exploud and Clear!                             | 4 marzo 2004      | 19-20 maggio 2005        |
| 340                                      | Prima apparizione di Exploud, il Treecko di Ash si evolve in Grovyle.                                     |                   |                          |
| 341                                      | Pokémon a pieno ritmo! 「踊るバトルだ！ルンパッパ!!」 - Go Go Ludicolo                                    | 11 marzo 2004     | 23-24 maggio 2005        |
| 341                                      | Prima apparizione di Ludicolo.                                                                            |                   |                          |
| 342                                      | Vera figlia d'arte 「パパはアイドル!?いつわりのジムリーダー!!」 - A Double Dilemma                        | 18 marzo 2004     | 25-26 maggio 2005        |
| 343                                      | Ritorno a casa 「トウカジムの危機！家庭の危機!!」 - Love, Petalburg Style                                 | 25 marzo 2004     | 27-30 maggio 2005        |
| 343                                      | Ash e i suoi amici ritornano a Petalipoli.                                                                |                   |                          |
| 344                                      | Il quinto obiettivo 「トウカジム戦！五つ目のバッジ!!」 - Balance of Power                                 | 1º aprile 2004    | 31 maggio-1º giugno 2005 |
| 344                                      | Ash sconfigge il capopalestra Norman.                                                                     |                   |                          |
| 345                                      | Una cascata di sorprese! 「オーキド博士とオダマキ博士！秘密基地の戦い!!」 - A Six Pack Attack!            | 8 aprile 2004     | 3-6 giugno 2005          |
| 346                                      | In nome dell'amore 「タッグバトル！サトシVSハルカ!?」 - The Bicker the Better                             | 15 aprile 2004    | 7-8 giugno 2005          |
| 347                                      | Terra proibita 「禁断の森の王者！フシギバナ!!」 - Grass Hysteria                                          | 22 aprile 2004    | 9-10 giugno 2005         |
| 347                                      | Vera cattura Bulbasaur.                                                                                   |                   |                          |
| 348                                      | L'imbroglio 「フシギダネとフシギダネ！モンスターボールを取り返せ!!」 - Hokey Poké Balls!                  | 29 aprile 2004    | 13-14 giugno 2005        |
| 349                                      | La leggenda 「対決！巨大ナマズンと釣り名人!!」 - Whiscash and Ash                                         | 6 maggio 2004     | 15-16 giugno 2005        |
| 349                                      | Prima apparizione di Whiscash e di Feebas.                                                                |                   |                          |
| 350                                      | La piccola archeologa 「ヤジロンと霧の中の遺跡！」 - Me, Myself and Time                                  | 13 maggio 2004    | 17-20 giugno 2005        |
| 350                                      | Prima apparizione di Baltoy.                                                                              |                   |                          |
| 351                                      | L'ammiratrice 「強敵!?ママさんコーディネーター登場！」 - A Fan with a Plan                                | 20 maggio 2004    | 21-22 giugno 2005        |
| 351                                      | Prima apparizione di Lairon. Prima apparizione del Masquerain di Drew.                                    |                   |                          |
| 352                                      | Consigli d'amica 「ポケモンコンテスト！ルイボス大会!!」 - Cruisin' for a Losin'                           | 27 maggio 2004    | 23-24 giugno 2005        |
| 353                                      | La perla perduta 「バネブーのさがしもの!?」 - Pearls are a Spoink's Best Friend                           | 3 giugno 2004     | 27-28 giugno 2005        |
| 353                                      | Prima apparizione di Spoink.                                                                              |                   |                          |
| 354                                      | Il gioco dell'anello 「初挑戦！空中競技・ポケリンガ!!」 - That's Just Swellow                             | 10 giugno 2004    | 29-30 giugno 2005        |
| 354                                      | Il Taillow di Ash si evolve in Swellow.                                                                   |                   |                          |
| 355                                      | Strani fenomeni 「カゲボウズの館！」 - Take This House and Shuppet                                        | 17 giugno 2004    | 1º-4 luglio 2005         |
| 355                                      | Prima apparizione di Shuppet.                                                                             |                   |                          |
| 356                                      | Le mele della discordia 「森の格闘王!? ワカシャモvsキノガッサ！」 - A Shroomish Skirmish                  | 24 giugno 2004    | 5-6 luglio 2005          |
| 356                                      | Il Torchic di Vera si evolve in Combusken.                                                                |                   |                          |
| 357                                      | La macchina del meteo 「お天気研究所のポワルン！」 - Unfair Weather Friends                               | 1º luglio 2004    | 7-8 luglio 2005          |
| 357                                      | Prima apparizione di Castform.                                                                            |                   |                          |
| 358                                      | Arrivo a Forestopoli! 「ヒワマキシティのフェザーカーニバル!!」 - Who's Flying Now?                        | 8 luglio 2004     | 11-12 luglio 2005        |
| 358                                      | James cattura Chimecho.                                                                                   |                   |                          |
| 359                                      | Una sfida nel blu 「ヒワマキジム！大空の戦い!!」 - Sky High Gym Battle!                                   | 15 luglio 2004    | 13-14 luglio 2005        |
| 359                                      | Ash sconfigge la capopalestra Alice.                                                                      |                   |                          |
| 360                                      | Cinema per tutti! 「映画はバクーダに乗って!!」 - Lights, Camerupt, Action                                 | 22 luglio 2004    | 15-18 luglio 2005        |
| 360                                      | Prima apparizione di Armaldo.                                                                             |                   |                          |
| 361                                      | Il meteorite 「神秘！宇宙から来たポケモン!?」 - Crazy as a Lunatone                                       | 29 luglio 2004    | 19-20 luglio 2005        |
| 361                                      | Prima apparizione di Lunatone.                                                                            |                   |                          |
| 362                                      | Un Pokémon ingombrante 「バナナナマケロ園のカビゴン!!」 - The Garden of Eatin'                            | 5 agosto 2004     | 21-22 luglio 2005        |
| 363                                      | Amnesia 「ピカチュウ、ロケット団に入る!?」 - A Scare to Remember!                                         | 12 agosto 2004    | 25-26 luglio 2005        |
| 364                                      | Il negozio di Pokémelle 「ミナモシティ到着！ポロックとつばめがえし！」 - Pokéblock, Stock, and Berry!     | 19 agosto 2004    | 27-28 luglio 2005        |
| 364                                      | Prima apparizione di Grumpig.                                                                             |                   |                          |
| 365                                      | Emozioni a non finire 「ポケモンコンテスト！ミナモ大会!!」 - Lessons in Lilycove!                         | 26 agosto 2004    | 29 luglio-1º agosto 2005 |
| 365                                      | Vera ottiene il suo terzo fiocco.                                                                         |                   |                          |
| 366                                      | La scuola per giudici 「あの三匹登場！審判学校の島！」 - Judgement Day!                                   | 2 settembre 2004  | 2-3 agosto 2005          |

## Pokémon: Advanced Battle
L'ottava serie dei Pokémon secondo la numerazione occidentale. È stata trasmessa dall'episodio 367 all'episodio 419. Questa serie segna l'ultima parte del viaggio a Hoenn, la conquista delle ultime Medaglie, e l'ennesima sconfitta al torneo della Lega Pokémon di Iridopoli. Ash, nell'ultima parte della stagione, viene a conoscenza del Parco Lotta, che si tiene a Kanto, e a cui vuole partecipare. La serie si conclude con la prima parte del viaggio a Kanto. Questa stagione inoltre è l'ultima doppiata nella versione americana dalla 4Kids Entertainment, che ha curato l'adattamento americano dalla prima serie dei Pokémon e che ora cede alla Pokémon USA. Un segno evidente di tale cambiamento si ha nelle voci di alcuni Pokémon, che risultano mutate nella nona serie, la seguente.
| Nº                                    | Titolo italiano Giapponese 「Kanji」 - Rōmaji | In onda           | In onda                 |
| Nº                                    | Titolo italiano Giapponese 「Kanji」 - Rōmaji | Giapponese        | Italiano                |
| Pokémon: Advanced Battle (54 episodi) | |                   |                         |
| 367                                   | La perla contesa 「パールルとバネブー！しんじゅをさがせ！」 - Clamperl of Wisdom | 9 settembre 2004  | 13-14 febbraio 2006     |
| 367                                   | Prima apparizione di Clamperl. |                   |                         |
| 368                                   | L'uomo del mare 「ジーランスと深海の秘宝！」 - The Relicanth Really Can! | 16 settembre 2004 | 15-16 febbraio 2006     |
| 369                                   | Rivalità fra isole 「ハンテールとサクラビス！進化の謎！」 - The Evolutionary War! | 23 settembre 2004 | 17-20 febbraio 2006     |
| 369                                   | Prima apparizione di Huntail e Gorebyss. |                   |                         |
| 370                                   | Allenamento intenso 「筋肉バトル!?ダブルバトル!!」 - Training Wrecks! | 30 settembre 2004 | 21-22 febbraio 2006     |
| 371                                   | Team contro team 「グラードンvsカイオーガ！（前編）」 - Gaining Groudon | 7 ottobre 2004    | 23-24 febbraio 2006     |
| 371                                   | Prima apparizione di Kyogre e Groudon. |                   |                         |
| 372                                   | Battaglia epica 「グラードンvsカイオーガ！（後編）」 - The Scuffle of Legends | 14 ottobre 2004   | 27-28 febbraio 2006     |
| 373                                   | Il centro spaziale 「フウとラン！宇宙センターの戦い！」 - It's Still Rocket Roll to Me! | 21 ottobre 2004   | 1º-2 marzo 2006         |
| 373                                   | Ash e i suoi amici giungono a Verdeazzupoli ed incontrano Tell & Pat. |                   |                         |
| 374                                   | Incontro tra le stelle 「トクサネジム！ソルロックとルナトーン！」 - Solid as a Solrock | 28 ottobre 2004   | 3-6 marzo 2006          |
| 374                                   | Ash sconfigge i capipalestra Tell & Pat. |                   |                         |
| 375                                   | Nessuno è imbattibile 「海の男！四天王ゲンジ登場!!」 - Vanity Affair | 4 novembre 2004   | 7-8 marzo 2006          |
| 375                                   | Ash incontra Drake. |                   |                         |
| 376                                   | Dov'è Armaldo? 「ドクター・モロボシの島！化石ポケモン現る!!」 - Where's Armaldo? | 11 novembre 2004  | 9-10 marzo 2006         |
| 376                                   | Prima apparizione di Lileep, di Cradily e di Anorith. |                   |                         |
| 377                                   | Il falso amico 「イザベ島ポケモンコンテスト！ライバルに気をつけろ!!」 - A Cacturne for the Worse | 18 novembre 2004  | 13-14 marzo 2006        |
| 377                                   | Prima apparizione di Harley e del suo Cacturne. Vera ottiene il suo quarto fiocco. |                   |                         |
| 378                                   | Il gigante 「巨大ネンドールを封印せよ!!」 - Claydol Big and Tall | 25 novembre 2004  | 15-16 marzo 2006        |
| 378                                   | Prima apparizione di Claydol. |                   |                         |
| 379                                   | Amore non corrisposto 「恋するクチート! ハスブレロの花道!!」 - Once in a Mawile | 2 dicembre 2004   | 17-18 marzo 2006        |
| 379                                   | Il Lombre di Brock si evolve in Ludicolo. |                   |                         |
| 380                                   | Il labirinto sotterraneo 「ナックラーとビブラーバ！幻の湖！」 - Beg, Burrow and Steal | 9 dicembre 2004   | 19 marzo 2006           |
| 380                                   | Prima apparizione di Trapinch e di Vibrava. |                   |                         |
| 381                                   | Pokémon incompresi 「アブソル！忍び寄るわざわいの影」 - Absol-ute Disaster | 16 dicembre 2004  | 25 marzo 2006           |
| 381                                   | Prima apparizione di Absol. |                   |                         |
| 382                                   | Un Pokémon dispettoso 「ユキワラシをつかまえろ！」 - Let it Snow, Let it Snow, Let it Snorunt! | 23 dicembre 2004  | 26 marzo 2006           |
| 382                                   | Ash cattura Snorunt. |                   |                         |
| 383                                   | Il piccolo eroe 「ラルトスを救え！急げマサト！」 - Do I Hear a Ralts? | 6 gennaio 2005    | 1º aprile 2006          |
| 383                                   | Prima apparizione di Ralts e di Gardevoir. |                   |                         |
| 384                                   | Capopalestra e gentiluomo 「ルネジム！水のアーティスト・アダン！（前編）」 - The Great Eight Fate! | 13 gennaio 2005   | 8 aprile 2006           |
| 384                                   | Ash e i suoi amici giungono a Ceneride ed incontrano Rodolfo. |                   |                         |
| 385                                   | Otto non basta! 「ルネジム！水のアーティスト・アダン！（後編）」 - Eight Ain't Enough | 20 gennaio 2005   | 15 aprile 2006          |
| 385                                   | Ash sconfigge il capopalestra Rodolfo. |                   |                         |
| 386                                   | Il ladruncolo 「マッスグマ！友情のカタチ!?」 - Showdown At Linoone! | 27 gennaio 2005   | 22 aprile 2006          |
| 386                                   | Prima apparizione di Linoone. |                   |                         |
| 387                                   | Il paradiso delle Bacche 「まぼろし島のソーナノ！」 - Who, What, When, Where, Wynaut? | 3 febbraio 2005   | 29 aprile 2006          |
| 388                                   | La stagione degli amori 「ころがれ！恋するドンファン！」 - Date Expectations | 10 febbraio 2005  | 6 maggio 2006           |
| 389                                   | Gelosia 「混戦、混乱！ポケモンコンテスト・キナギ大会！（前編）」 - Mean With Envy | 17 febbraio 2005  | 8-9 maggio 2006         |
| 390                                   | Una gara al cardiopalmo 「混戦、混乱！ポケモンコンテスト・キナギ大会！（後編）」 - Pacifidlog Jam! | 24 febbraio 2005  | 10-11 maggio 2006       |
| 390                                   | Vera ottiene il suo quinto fiocco. |                   |                         |
| 391                                   | Il giardino delle Bacche 「ハルカデリシャスで、ゴンベＧＥＴかも!!」 - Berry, Berry Interesting | 3 marzo 2005      | 12-15 maggio 2006       |
| 391                                   | Vera cattura Munchlax, Pokémon della quarta generazione. |                   |                         |
| 392                                   | Rivali alla follia 「ライバル登場！マサムネとダンバル!!」 - Less is Morrison | 10 marzo 2005     | 16-17 maggio 2006       |
| 392                                   | Prima apparizione di Morrison e del suo Beldum. |                   |                         |
| 393                                   | Il trasformista 「怪盗バンナイとリボンカップ!!」 - The Ribbon Cup Caper | 17 marzo 2005     | 18-19 maggio 2006       |
| 394                                   | Ash e Vera! Battaglie infuocate ad Hoenn!! 「サトシとハルカ！ホウエンでの熱きバトル!!」 - Satoshi and Haruka! Heated Battles of Houen!!                                                                      | 24 marzo 2005     | -                       |
| 394                                   | Clip show mai trasmesso al di fuori del Giappone. |                   |                         |
| 395                                   | La gara più importante 「開幕！グランドフェスティバル①!!」 - Hi Ho Silver Wind! | 7 aprile 2005     | 22-23 maggio 2006       |
| 395                                   | Vera accede al Grand Festival di Hoenn. |                   |                         |
| 396                                   | Cattivi consigli 「熱闘！グランドフェスティバル②!!」 - Deceit and Assist! | 7 aprile 2005     | 24-25 maggio 2006       |
| 396                                   | Vera supera le gare di Performance. Prima apparizione di Banette e Swalot. |                   |                         |
| 397                                   | Verso la finale 「決戦！グランドフェスティバル③!!」 - Rhapsody in Drew! | 7 aprile 2005     | 26-29 maggio 2006       |
| 397                                   | Vera sconfigge Harley ed Anthony ma perde contro Drew e viene eliminata dalla competizione. Drew verrà sconfitto in finale da Robert. Lo Snorunt di Ash si evolve in Glalie.                                 |                   |                         |
| 398                                   | L'isola deserta 「サバイバルでいこう！!」 - Island Time! | 14 aprile 2005    | 30-31 maggio 2006       |
| 399                                   | Arrivo a Iridopoli 「サイユウシティ到着！長靴をはいたニャース⁉」 - Like a Meowth to Flame! | 21 aprile 2005    | 1º-5 giugno 2006        |
| 399                                   | Ash e i suoi amici giungono ad Iridopoli. Prima apparizione di Tyson. |                   |                         |
| 400                                   | Un amico ritrovato 「予備選スタート！マサムネ登場!!」 - Saved by the Beldum! | 28 aprile 2005    | 6-7 giugno 2006         |
| 400                                   | Ash, Morrison e Tyson superano i preliminari della Lega Pokémon di Hoenn sconfiggendo rispettivamente Gilbert, Jump e Vivica. Prima apparizione di Metang.                                                   |                   |                         |
| 401                                   | Le qualificazioni 「開幕！サイユウ大会!!」 - From Brags to Riches | 5 maggio 2005     | 8-9 giugno 2006         |
| 401                                   | Ash e Morrison sconfiggono rispettivamente Dominick e Gavin. |                   |                         |
| 402                                   | Gioie e dolori 「決勝トーナメントへ！熱き戦いの日々！」 - Shocks and Bonds | 12 maggio 2005    | 12-13 giugno 2006       |
| 402                                   | Ash e Tyson sconfiggono rispettivamente Clark e Johnny. Prima apparizione di Sceptile. |                   |                         |
| 403                                   | Vittoria dopo vittoria 「そして…負けられない戦いは続く!!」 - A Judgment Brawl | 19 maggio 2005    | 14-15 giugno 2006       |
| 403                                   | Ash entra a far parte della Top 16 sconfiggendo Katie. Ash incontra Morrison. |                   |                         |
| 404                                   | La forza dell'amicizia 「ライバル対決！VSマサムネ!!」 - Choose It or Lose It! | 26 maggio 2005    | 16-19 giugno 2006       |
| 404                                   | Ash entra a far parte della Top 8 sconfiggendo Morrison. Ash incontra Tyson. |                   |                         |
| 405                                   | Lotta per il podio 「最後の激闘！優勝への道!!」 - At the End of the Fray | 16 giugno 2005    | 20-21 giugno 2006       |
| 405                                   | Ash perde con Tyson e viene eliminato. Tyson vince la Lega di Hoenn. |                   |                         |
| 406                                   | Arrivederci, amici 「エニシダとバトルフロンティア！」 - The Scheme Team | 23 giugno 2005    | 22-23 giugno 2006       |
| 406                                   | Ash tenta invano di sconfiggere Agatha. Il ragazzo ritorna a Pallet e incontra Misty e il suo Azurill. |                   |                         |
| 407                                   | Un nuovo obiettivo 「オーキド研究所！全員集合!!」 - The Right Place and the Right Mime | 30 giugno 2005    | 26-27 giugno 2006       |
| 407                                   | Misty torna a far parte del gruppo. Vera lascia il suo Beautifly e il suo Skitty nella palestra del padre e il suo Bulbasaur nel laboratorio del Professor Oak. La ragazza ottiene Squirtle da quest'ultimo. |                   |                         |
| 408                                   | Fascino e mistero sul Monte Luna 「おつきみやま！ピィとピッピとピクシーと！」 - A Real Cleffa-Hanger | 7 luglio 2005     | 28-29 giugno 2006       |
| 408                                   | Misty si separa dal gruppo. Brock lascia il suo Ludicolo nella palestra di famiglia. |                   |                         |
| 409                                   | Articuno, il Pokémon Leggendario 「初陣！バトルファクトリー!!（前編）」 - Numero Uno Articuno | 21 luglio 2005    | 30 giugno-3 luglio 2006 |
| 409                                   | Ash incontra Noland. Il Charizard del ragazzo torna per la terza volta dal suo allenatore. |                   |                         |
| 410                                   | Il primo simbolo 「初陣！バトルファクトリー!!（後編）」 - The Symbol Life | 28 luglio 2005    | 4-5 luglio 2006         |
| 410                                   | Ash sconfigge l'Asso Noland. |                   |                         |
| 411                                   | Il regno di Onix 「イワークの王国!!」 - Hooked on Onix | 4 agosto 2005     | 6-7 luglio 2006         |
| 412                                   | Un Jigglypuff imprendibile 「プリンの歌、パパの歌！」 - Rough, Tough Jigglypuff | 11 agosto 2005    | 10-11 luglio 2006       |
| 413                                   | A caccia di Arcanine 「ライバル対決！ウインディをゲットかも！」 - On Cloud Arcanine | 18 agosto 2005    | 12-13 luglio 2006       |
| 414                                   | Lo Psyduck triste 「コダックの憂鬱！」 - Sitting Psyduck | 25 agosto 2005    | 14-17 luglio 2006       |
| 415                                   | Gara di cucina 「ニューラとバリヤード！どっちのレストラン!?」 - Hail to the Chef | 1º settembre 2005 | 18-19 luglio 2006       |
| 416                                   | Caramelle miracolose 「進化！その神秘と奇跡!!」 - Caterpie's Big Dilemma | 8 settembre 2005  | 20-21 luglio 2006       |
| 417                                   | Sete di vendetta 「ポケモンコンテスト・ヤマブキ大会！（前編）」 - The Saffron Con | 15 settembre 2005 | 24-25 luglio 2006       |
| 418                                   | Piccolo grande Pokémon 「ポケモンコンテスト・ヤマブキ大会!!（後編）」 - A Hurdle for Squirtle | 22 settembre 2005 | 26-27 luglio 2006       |
| 418                                   | Vera ottiene il primo fiocco della regione di Kanto. |                   |                         |
| 419                                   | Contrasti di famiglia 「格闘道場！サトシVSハルカ！」 - Pasta La Vista | 29 settembre 2005 | 28-31 luglio 2006       |

## Pokémon: Battle Frontier
La nona serie dei Pokémon secondo la numerazione occidentale e l'ultima dell'Advance Generation. È stata trasmessa dall'episodio 420 all'episodio 466. In questa serie Ash diventa Maestro del Parco Lotta dopo aver conquistato tutti i Simboli e rifiuta di diventare lui stesso un Asso del Parco. Ma il suo obiettivo è conoscere nuovi Pokémon e ottenere nuove Medaglie, e così, dopo aver detto addio a Vera, Max e Brock (che rincontrerà però pochi episodi dopo), parte per la regione di Sinnoh (basata sui giochi Pokémon Diamante e Perla).
| Nº                                    | Titolo italiano Giapponese 「Kanji」 - Rōmaji | In onda           | In onda                  |
| Nº                                    | Titolo italiano Giapponese 「Kanji」 - Rōmaji | Giapponese        | Italiano                 |
| Pokémon: Battle Frontier (46 episodi) | |                   |                          |
| 420                                   | La città fantasma 「エスパーVSゴースト！真夜中の決闘!?」 - Fear Factor Phony | 6 ottobre 2005    | 10 febbraio 2007         |
| 421                                   | Il piccolo James 「マネネ登場！休息の館！」 - Sweet Baby James | 13 ottobre 2005   | 11 febbraio 2007         |
| 421                                   | James lascia Chimecho e ottiene Mime Jr., Pokémon della quarta generazione. |                   |                          |
| 422                                   | La farmacia 「ミズゴロウとモココ！恋の特効薬!?」 - A Chip Off the Old Brock | 20 ottobre 2005   | 17 febbraio 2007         |
| 422                                   | Il Mudkip di Brock si evolve in Marshtomp. |                   |                          |
| 423                                   | La ruota del parco 「バトルアリーナ! 格闘対決!!」 - Wheel of Frontier | 27 ottobre 2005   | 18 febbraio 2007         |
| 423                                   | Ash sconfigge l'Asso Greta. |                   |                          |
| 424                                   | Gli Allevatori di Uova di Pokémon 「そだて屋さんとポケモンのタマゴ!」 - May's Egg-Cellent Adventure | 3 novembre 2005   | 24 febbraio 2007         |
| 424                                   | Vera ottiene un uovo di Pokémon. |                   |                          |
| 425                                   | La gara della Città d'Argento 「ライバルはサラリーマン!?」 - Weekend Warrior | 10 novembre 2005  | 25 febbraio 2007         |
| 425                                   | Vera ottiene il secondo fiocco |                   |                          |
| 426                                   | La leggenda del lago 「ハクリューの湖！」 - On Olden Pond | 17 novembre 2005  | 3 marzo 2007             |
| 427                                   | Ash a lezione di strategia 「バトルドーム！炎と水のフュージョン!!」 - Tactics Theatrics! | 24 novembre 2005  | 4 marzo 2007             |
| 427                                   | Ash sconfigge l'Asso Tolomeo. |                   |                          |
| 428                                   | Pericolo, alta tensione! 「ドッキリ！ビックリ！エレキッド!!」 - Reversing the Charges | 1º dicembre 2005  | 10 marzo 2007            |
| 428                                   | Il Phanpy di Ash si evolve in Donphan. |                   |                          |
| 429                                   | Il guardiano verde 「ポケモンレンジャー登場！セレビィ救出作戦!!」 - Green Guardian | 8 dicembre 2005   | 11 marzo 2007            |
| 429                                   | Prima apparizione di Celebi. |                   |                          |
| 430                                   | La scuola per ninja 「ウソハチと忍者スクール!!」 - From Cradle to Save | 15 dicembre 2005  | 17 marzo 2007            |
| 430                                   | Brock cattura Bonsly, Pokémon della quarta generazione. |                   |                          |
| 431                                   | Il ciondolo magico 「時を超えるハルカ!!」 - Time-Warp Heals All Wounds | 22 dicembre 2005  | 18 marzo 2007            |
| 431                                   | L'uovo si schiude e nasce Eevee. |                   |                          |
| 432                                   | Ash contro la regina fortunata 「熱闘バトルチューブ！VSチューブクイーン・アザミ!!」 - Queen of the Serpentine                                                                                              | 5 gennaio 2006    | 24 marzo 2007            |
| 432                                   | Ash sconfigge l'Asso Fortunata. |                   |                          |
| 433                                   | La gara di orientamento 「優勝は誰の手に!? ポケモンオリエンテーリング！」 - Off the Unbeaten Path | 12 gennaio 2006   | 25-31 marzo 2007         |
| 434                                   | Harley colpisce ancora 「ゴンベのデビュー戦！ハーリーと真剣勝負!!」 - Harley Rides Again | 19 gennaio 2006   | 1º-7 aprile 2007         |
| 435                                   | Rivali in amore 「ジュプトルVSトロピウス！草原の決闘!!」 - Odd Pokémon Out | 26 gennaio 2006   | 8-14 aprile 2007         |
| 435                                   | Il Grovyle di Ash si evolve in Sceptile. |                   |                          |
| 436                                   | Una rivale anche in amore 「ポケモンコンテスト！ユズリハ大会!!」 - Spontaneous Combusken | 2 febbraio 2006   | 15-21 aprile 2007        |
| 436                                   | Vera ottiene il terzo fiocco. |                   |                          |
| 437                                   | La crisi di Sceptile 「ジュカイン！復活の夜明!!」 - Cutting the Ties that Bind | 9 febbraio 2006   | 22-28 aprile 2007        |
| 437                                   | Ash incontra Spartaco. |                   |                          |
| 438                                   | Incontro nella giungla 「激闘！バトルパレスでジャングルバトル!!」 - Ka Boom with a View | 16 febbraio 2006  | 29 aprile-12 maggio 2007 |
| 438                                   | Ash sconfigge l'Asso Spartaco. |                   |                          |
| 439                                   | Re per un giorno 「ウソハチキングとマネネクイーン!?」 - King and Queen for a Day | 23 febbraio 2006  | 13-19 maggio 2007        |
| 440                                   | Il Pokémon mascherato 「摩天楼の赤いイナズマ！」 - Curbing the Crimson Tide | 2 marzo 2006      | 20-26 maggio 2007        |
| 441                                   | Cosa non si fa per amore 「大一番！ハルカVSタケシ!!」 - What I Did for Love | 9 marzo 2006      | 27 maggio-2 giugno 2007  |
| 441                                   | Vera ottiene il quarto fiocco. |                   |                          |
| 442                                   | Il rapimento di Smoochum 「ムチュールとルージュラ三姉妹!!」 - Three Jynx and a Baby | 16 marzo 2006     | 3-11 giugno 2007         |
| 443                                   | Un'amica o una rivale? 「タワータイクーン、リラ登場!!」 - Talking a Good Game | 23 marzo 2006     | 12 giugno 2007           |
| 443                                   | Ash tenta invano di sconfiggere l'Asso Alberta. |                   |                          |
| 444                                   | Ritenta, sarai più fortunato! 「バトルタワー！以心伝心バトル!!」 - Second Time's the Charm | 30 marzo 2006     | 13 giugno 2007           |
| 444                                   | Ash sconfigge Alberta. |                   |                          |
| 445-446                               | Un Deoxys in crisi / La solitudine del Deoxys 「ポケモンレンジャー！デオキシス・クライシス!!」 - Pokémon Ranger - Deoxys Crisis!                                                                           | 13 aprile 2006    | 14-15 giugno 2007        |
| 445-446                               | Episodio da 40 minuti. Ash vede il Pokémon leggendario Deoxys. |                   |                          |
| 447                                   | Non è tutto oro quel che luccica! 「ウソッキー！黄金伝説!?」 - All That Glitters is Not Golden | 20 aprile 2006    | 18 giugno 2007           |
| 448                                   | Una gara decisiva 「ハーリー＆ロケット団！悪役同盟結成!?」 - New Plot, Odd Lot | 27 aprile 2006    | 19 giugno 2007           |
| 449                                   | Una nuova trappola 「ハルカVSムサシ！最後のコンテスト!!」 - Going for Choke | 4 maggio 2006     | 20 giugno 2007           |
| 449                                   | Vera ottiene il quinto fiocco. |                   |                          |
| 450                                   | Cambio di alleanze 「ロケット団解散!?それぞれの道！」 - The Ole' Berate and Switch | 11 maggio 2006    | 21 giugno 2007           |
| 451                                   | Brock e i suoi fratelli 「タケシ＆サトシ！タッグバトルでニビジムを守れ!!」 - Grating Spaces | 18 maggio 2006    | 22 giugno 2007           |
| 451                                   | L'Onix di Brock si è evoluto in Steelix. |                   |                          |
| 452                                   | Il Leggendario Ho-Oh 「バトルピラミッド！VSレジロック!!」 - Battling the Enemy Within | 25 maggio 2006    | 25 giugno 2007           |
| 452                                   | Ash tenta invano di sconfiggere l'Asso Baldo. Terza apparizione di Ho-Oh. |                   |                          |
| 453                                   | Il furto delle Bacche 「驚異！巨大ケッキングの山!!」 - Slaking Kong | 8 giugno 2006     | 26 giugno 2007           |
| 453                                   | Prima apparizione dell'Aipom che seguirà i protagonisti della serie per alcuni episodi. |                   |                          |
| 454                                   | Vera, facciamo il tifo per te 「開幕！ポケモンコンテスト・グランドフェスティバル!!」 - May, We Harley Drew'd Ya!                                                                                           | 15 giugno 2006    | 27 giugno 2007           |
| 454                                   | Prima apparizione di Solidad. Vera supera i preliminari ed accede al Grand Festival di Kanto. |                   |                          |
| 455                                   | Le fila si assottigliano! 「ハルカVSハーリー！ダブルバトルでステージ・オン!!」 - Thinning the Hoard! | 22 giugno 2006    | 28 giugno 2007           |
| 455                                   | Vera supera la seconda fase sconfiggendo Harley. |                   |                          |
| 456                                   | Lo scontro con Drew 「ハルカVSシュウ！最後の戦い!!」 - Channeling the Battle Zone | 29 giugno 2006    | 29 giugno 2007           |
| 456                                   | Ash cattura Aipom. Vera sconfigge Drew accedendo alle semifinali, dove viene tuttavia battuta da Solidad, che si rivelerà vincitrice del Gran Festival di Kanto.                                           |                   |                          |
| 457                                   | I dispetti di Aipom 「エイパムと王様！」 - Aipom and Circumstance | 6 luglio 2006     | 2 luglio 2007            |
| 458                                   | Comici per un giorno 「ペラップとポケモン漫才！」 - Strategy Tomorrow - Comedy Tonight! | 20 luglio 2006    | 3 luglio 2007            |
| 458                                   | Prima apparizione di Chatot, Pokémon della quarta generazione. |                   |                          |
| 459                                   | In lotta per il territorio 「襲撃！はぐれマニューラ!!」 - Duels of the Jungle | 27 luglio 2006    | 4 luglio 2007            |
| 459                                   | Prima apparizione di Weavile, Pokémon della quarta generazione. |                   |                          |
| 460                                   | Un'infermiera sorprendente 「バトルピラミッド再び！VSレジスチル!!」 - Overjoyed! | 3 agosto 2006     | 5 luglio 2007            |
| 460                                   | Ash tenta per la seconda volta invano di sconfiggere l'Asso Baldo. |                   |                          |
| 461                                   | Addio amarezza 「ハルカVSシュウ！ライバルよ永遠に」 - The Unbeatable Lightness of Seeing | 10 agosto 2006    | 6 luglio 2007            |
| 462                                   | Al posto giusto, nel momento giusto! 「ポケモンセンターはおおいそがし！」 - Pinch Healing! | 17 agosto 2006    | 9 luglio 2007            |
| 463                                   | La banda al completo 「最初のポケモン！最後の戦い!!」 - Gathering the Gang of Four! | 24 agosto 2006    | 10 luglio 2007           |
| 463                                   | Bulbasaur, Charizard e Squirtle aiutano Ash nella sua terza battaglia contro Baldo. |                   |                          |
| 464                                   | Un incontro decisivo 「決戦！VSレジアイス!!」 - Pace - The Final Frontier! | 31 agosto 2006    | 11 luglio 2007           |
| 464                                   | Ash finalmente sconfigge Baldo. |                   |                          |
| 465                                   | Una partenza da rimandare 「サトシVSハルカ！ラストバトル!!」 - Once More with Reeling | 7 settembre 2006  | 12 luglio 2007           |
| 465                                   | Il Combusken di Vera si evolve in Blaziken. |                   |                          |
| 466                                   | La decisione di Vera 「旅の終わり、そして旅のはじまり！」 - Home is Where the Start Is | 14 settembre 2006 | 13 luglio 2007           |
| 466                                   | Vera parte per Johto, Max e Brock ritornano alle rispettive palestre. Prima apparizione dell'Electivire di Gary. Ash lascia i suoi Pokémon (eccetto Pikachu ed Aipom) al Professor Oak e parte per Sinnoh. |                   |                          |